# Тураев, Борис Александрович
Бори́с Алекса́ндрович Тура́ев (24 июля (5 августа) 1868, Новогрудок, Минская губерния, Российская империя — 23 июля 1920, Петроград, РСФСР) — русский историк-антиковед, создатель отечественной школы истории Древнего Востока, в частности, Древнего Египта и Нубии. Наряду с Владимиром Семёновичем Голенищевым считается основоположником египтологии в России. Академик Российской академии наук в Петрограде с 1918 года. Доктор всеобщей истории, профессор Санкт-Петербургского университета. Главный труд — «История Древнего Востока».

## Биография
Родился в дворянской семье, сын титулярного советника.
Среднее образование получил в 1-й гимназии Вильно. По окончании историко-филологического факультета Санкт-Петербургского университета (1891), где слушал лекции по истории Древнего Востока у О. Э. Лемма, оставлен для подготовки к профессорскому званию, во время заграничной командировки занимался у Адольфа Эрмана, Эберхарда Шрадера и Гастона Масперо, вёл научную работу в музеях Берлина, Парижа, Лондона и ряда городов Италии (1893—1895).
Магистерская диссертация «Бог Тот. Опыт исследования в области истории древнеегипетской культуры» была посвящена древнеегипетскому богу письма и мудрости и защищена в 1898 году, докторская — агиологическим источникам истории Эфиопии (её он посвятил В. В. Болотову, который консультировал его по поводу древнеэфиопских текстов).
Член (1895) и хранитель музея (1900—1907) Русского археологического общества, член Императорского Православного Палестинского Общества.
С 1896 года приват-доцент, с 1904 года экстраординарный, с 1910 года ординарный профессор по кафедре всеобщей истории Петербургского университета. С 1896 года читал лекции по древневосточной истории и преподавал древнеегипетский язык.
С 1898 года был женат на княжне Елене Филимоновне Церетели (р. 1868), сестре Г. Ф. Церетели.
Член Учёного комитета и Археографической комиссии Министерства народного просвещения (1902).
В 1909 году произведён из коллежских в статские советники, участник II Международного конгресса классической археологии.
Первым в России начал систематическое изучение и публикацию древнеегипетских памятников, преимущественно из отечественных музейных коллекций. Занимался описанием собраний древнеегипетских древностей в музеях Российской империи (в Таллине, Риге, Вильнюсе, Казани, Одессе).
С 1912 года хранитель собрания египетских древностей Музея изящных искусств (ныне Музей изобразительных искусств имени А. С. Пушкина) в Москве. Превосходная коллекция В. С. Голенищева, составляющая основу этого собрания, осталась в России во многом благодаря Б. А. Тураеву, который жил в музее с 1911 года, занимаясь научным описанием коллекции и подготовкой первой экспозиции Отдела Востока. Собрал коллекцию египетских древностей, которая сейчас хранится в Государственном Эрмитаже.
В 1912 году основал при Академии наук журнал «Христианский восток» (совместно с В. Н. Бенешевичем и Н. Я. Марром). Редактировал учреждённую им серию «Культурно-исторические памятники Древнего Востока», среди переводов которой, среди прочих, вышли «Рассказ египтянина Синухета» и «Повесть о двух братьях».
Преподаватель на Московских Высших женских курсах, член-корреспондент Историко-филологического отделения Санкт-Петербургской АН по разряду восточной словесности (1913), действительный статский советник (1914), награжден большой золотой медалью Русского археологического общества (1916), псаломщик и староста университетского Петропавловского храма, член Совета ИППО, работал в VI и IX отделах Предсоборного совета (1917).
Незадолго до смерти принимал активное участие в церковной жизни. В 1917—1918 годы был членом Предсоборного Совета и Всероссийского Поместного Собора; вместе с иеромонахом владимирского Рождественского монастыря Афанасием (Сахаровым), выступил инициатором восстановления в Русской Церкви праздника Всех святых, в земле Российской просиявших, представив 15 марта 1918 года на заседании соборного «Отдела о богослужении, проповедничестве и храме» доклад, в котором, в частности, говорил:

В наше скорбное время, когда единая Русь стала разорванной, когда нашим грешным поколением попраны плоды подвигов святых, трудившихся и в пещерах Киева, и в Москве, и в Фиваиде Севера, и в Западной России над созданием единой Православной Русской Церкви, представлялось бы благовременным восстановить этот забытый праздник, да напоминает он нам и нашим отторженным братьям из рода в род о Единой Православной Русской Церкви и да будет он малой данью нашего грешного поколения и малым искуплением нашего греха.
С 1918 г. академик РАН по Отделению исторических наук и филологии (литература и история азиатских народов), профессор по кафедре литургики Петроградского богословского института, член правления Церковного общества объединенных православных приходов Петрограда и Братства Святой Софии, с 1919 г. возглавил кафедру египтологии Петроградского университета. Основоположник российской египтологии, автор около 400 научных работ и статей, завещал Эрмитажу коллекцию египетских древностей.
7 июня 1920 года заочно избран председателем Общества по изучению древних культур.
Скончался от саркомы, похоронен на Никольском кладбище Александро-Невской лавры. По одной версии, скончался от голода, по другой — от дизентерии (последняя указана в качестве причины смерти в актовой записи).

## Награды
Награждён орденами св. Станислава III степени (1904), св. Анны III и II (1906) степени, св. Владимира IV (1909) и III степени (1916).

## Адреса в Санкт-Петербурге
- 2-я линия В. О., дом 3, кв. 17 (1900—1920)[8]

## Труды
Самый известный труд — «История Древнего Востока» в двух томах (1911; переиздания 1913, 1924, 1935, 2004). В 1916 году второе издание монографии (и последнее прижизненное) было удостоено большой золотой медали Русского археологического общества.
Книга впервые освещала общий ход истории на территории «от Кавказского хребта и Средней Азии до Персидского залива, Южной Аравии, страны африканских озёр, от рубежа Ирана и Индии до Геракловых столпов» и со времени возникновения первых цивилизаций до эпохи македонского и римского завоевания (опуская политическую историю, скажем, царства Птолемеев, относящегося к эллинистическому миру, Тураев описывал развитие египетской культуры в эту эпоху). В своём труде Тураев уделял много внимания политическим и культурно-религиозным аспектам древней истории, освещал экономические и географические факторы. Разделяя позицию Мейера и Масперо, Тураев высоко оценивал достижения египетской цивилизации в противовес берлинской школе панвавилонизма.
В 1917 г. Тураев начал работу над третьим изданием, в частности, дополнив его новой главой об истории Персии эпохи Сасанидов. В 1923 г., уже после смерти Тураева, издательство Брокгауза-Ефрона обратилось к Н. Д. Флиттнер и В. В. Струве с просьбой подготовить рукопись к изданию. В 1924 г. вышел первый том книги под новым заглавием «Классический Восток». Второй том, в связи с закрытием издательства, так и не вышел. Следующее издание, вышедшее в 1935 г. под редакцией В. В. Струве и И. Л. Снегирева, представляет собой компиляцию изданий 1924 и 1913 гг.
Перу Тураева принадлежат также вышедшие посмертно книга «Египетская литература» (1920) (второй том рукописи с переводами текстов утрачен и напечатан не был), научно-популярный очерк «Древний Египет» (1922).
Явился воспитателем ряда востоковедов, в частности, Василия Васильевича Струве, творца принятого в советской марксистской историографии «пятичленного» формационного подхода.
Помимо египтологии, занимался историей Нубии и Аксума, средневековой Эфиопии и Эфиопской ортодоксальной церкви, а также семитологией, ассириологией, шумерологией, коптологией, хеттологией и урартоведением. Тураева в силу широты его анализа и глубины энциклопедических знаний часто сравнивали с его современником Джеймсом Генри Брэстедом.
В 2025 г. вышел сборник научных статей ученого под названием «Магические тексты, амулеты и ритуалы Древнего Востока в избранных трудах Б. А. Тураева» (изд-во «Академия исследований культуры»).